# タークー (水雷艇)
SMS タークー（ドイツ語: SMS Taku）は、1898年に進水したドイツ帝国海軍の水雷艇である。元は清国海軍の海龍級駆逐艦。

## 艦歴
清国海軍の海龍級駆逐艦の1隻として、ドイツのシーシャウ社で建造された。1900年の義和団の乱で八カ国連合軍によって姉妹艦3隻とともに鹵獲されて、ドイツに戦利品として配分された。艦名は鹵獲地点の大沽にちなむもので、イギリス・フランスに配分された姉妹艦も同様に大沽にちなんで改名している。元の艦種は駆逐艦であるが、ドイツ帝国海軍編入後の類別は水雷艇である（ドイツにおける艦種区分はグロース・トルピードボート参照）。
ドイツ海軍への編入に際して、備砲を6門から2門に軽減する改装を受けた。そのまま中国駐留のドイツ東洋艦隊に配備されていたが、1913年10月22日に座礁事故を起こした。翌1914年に第一次世界大戦が勃発した際には戦力となる状態ではなく、根拠地の膠州湾租借地に留まったまま、同年10-11月の青島の戦いで失われた。